# Jevhenija Kazbekovová
Jevhenija Kazbekovová (* 1996 Dněpropetrovsk, nyní Dnipro) je ukrajinská reprezentantka ve sportovním lezení a juniorská mistryně světa v lezení na obtížnost.
Dcera vicemistrů světa a mistrů sportu Serika Kazbekova a Natalie Perlovové. Její babička Vaľentina Kuršakovová je mistryně sportu SSSR a dědeček Vasyľ Ponomarenko zasloužilý trenér.

## Výkony a ocenění
- 2010: juniorská mistryně světa v lezení na obtížnost v kategorii B
- 2011: druhé místo na mistrovství světa juniorů
- 2012-2017: semifinálová (*26) umístění na závodech světového poháru v lezení na obtížnost
- 2013,2017: semifinálová (*20) umístění na závodech světového poháru v boulderingu
- 2017: první účast ve finále (*8) světového poháru v lezení na obtížnost

### Závodní výsledky
| Mistrovství světa | Mistrovství světa | Mistrovství světa | Mistrovství světa |
| Rok               | 2012              | 2014              | 2016              |
| ----------------- | ----------------- | ----------------- | ----------------- |
| Obtížnost         | 35                | 25                | 31                |
| Rychlost          | —                 | —                 | 44                |
| Bouldering        | 33-34             | 27-28             | 21-22             |

| Světový pohár | Světový pohár | Světový pohár | Světový pohár | Světový pohár    | Světový pohár      |
| Rok           | 2012          | 2013          | 2015          | 2016             | 2017               |
| ------------- | ------------- | ------------- | ------------- | ---------------- | ------------------ |
| Obtížnost     | 48-49         | x             | 39-42         | 19               | 16                 |
| jednotlivě*   | ,19,33,36,    | ,32,22,       | ,18,36,46,    | ,17,14,14,51,20, | ,19,14,22,30,8,11, |
|               |               |               |               |                  |                    |
| Bouldering    | —             | 39            | —             | —                | 23                 |
| jednotlivě*   | —             | ,14,          | —             | —                | ,13-14,14,14,31,   |
|               |               |               |               |                  |                    |
| Kombinace     | —             | 24            | —             | —                | 27                 |

* Pozn.: nalevo jsou poslední závody v roce
| Mistrovství Evropy | Mistrovství Evropy | Mistrovství Evropy | Mistrovství Evropy |
| Rok                | 2013               | 2015               | 2017               |
| ------------------ | ------------------ | ------------------ | ------------------ |
| Obtížnost          | 21                 | 32                 | 18                 |
| Rychlost           | —                  | —                  | 30                 |
| Bouldering         | 17                 | —                  | 13-14              |

| Mistrovství světa juniorů | Mistrovství světa juniorů | Mistrovství světa juniorů | Mistrovství světa juniorů | Mistrovství světa juniorů |
| Rok                       | 2010 kat B                | 2011 kat B                | 2012 kat A                | 2015 juniorky             |
| ------------------------- | ------------------------- | ------------------------- | ------------------------- | ------------------------- |
| Obtížnost                 | 1                         | 2                         | 6                         | 11                        |
| Rychlost                  | 27-35                     | —                         | —                         | —                         |